# Hanisch Harbour
Hanisch Harbour (in der deutschen Kolonialzeit Hänischhafen genannt) ist eine Bucht an der Nordküste des Huongolfs im Osten der Insel Neuguinea. Sie liegt in der Provinz Morobe von Papua-Neuguinea. 
Die Bucht wird an ihrer Südseite vom Cape Gerhards begrenzt, im Norden mündet der Mongi River in die Bucht.
Die Bucht wurde 1886 entdeckt, der Namensgeber ist nicht bekannt.